# Młodzieszyn
Młodzieszyn è un comune rurale polacco del distretto di Sochaczew, nel voivodato della Masovia.
Ricopre una superficie di 117,07 km² e nel 2004 contava 5 532 abitanti.